# Bożak
Bożak (bułg. Божак) – wieś w południowej Bułgarii, w obwodzie Kyrdżali, w gminie Kyrdżali. Według danych Narodowego Instytutu Statystycznego, 31 grudnia 2011 roku wieś liczyła 35 mieszkańców.